# Нови Хебриди
Нови Хебриди (на английски: New Hebrides; на френски: Nouvelles-Hébrides) е колониалното наименование на архипелага в Тихия океан, който в днешно време представлява територията на държавата Вануату. Съставен е от 24 вулканични острова и около 40 атола в югозападната част на Тихия океан, с обща територия 14 800 km2. Най-големите острови са Еспириту Санто, Малекула и Ефате. Новите Хебриди са част от Меланезия. На височина достигат до 1880 m – това е връх Табуемасана на остров Еспириту Санто.
Колонизирани са както от британците, така и от французите през 18 век, скоро след като капитан Джеймс Кук ги посещава. Двете държави подписват споразумение, според което островите са превърнати в кондоминиум, разделяйки Новите Хебриди на две отделни общности: англофонска и франкофонска. Тази подялба продължава дори след като държавата получава независимост, като в училищата се преподава на един от двата езика, а политическите партии са разделени по език. Кондоминиумът продължава от 1906 до 1980 г., когато Новите Хебриди са наследени от независимата Република Вануату.